# Estadio Ciudad de La Plata
Das Estadio Ciudad de La Plata (voller Name: Estadio Único Ciudad de La Plata Diego Armando Maradona, auch bekannt als Estadio Único) ist ein Fußballstadion in argentinischen Stadt La Plata. Es war von 2005 bis 2019 die sportliche Heimat des Fußballvereins Estudiantes de La Plata, die in ihr renoviertes und erweitertes Estadio Jorge Luis Hirschi zurückkehrten. Das Estadio Único bietet den Zuschauern 53.000 Plätze, davon 36.000 Sitzplätze. Darin enthalten sind 2.856 Plätze in den 186 V.I.P.-Logen, 440 Business-Sitze, 204 Plätze auf der Pressetribüne und 357 behindertengerechte Plätze. Gelegentlich nutzt auch die Fußballmannschaft des Gimnasia y Esgrima La Plata die Fußballarena.
Am 18. Dezember 2020 verkündete Axel Kicillof, Gouverneur von Buenos Aires, dass das Stadion zu Ehren von Diego Armando Maradona seinen Namen als Zusatz tragen wird. Darüber hinaus wird eine Tribüne nach Alejandro Sabella benannt.

## Geschichte
Das Estadio Ciudad de La Plata in La Plata, der Hauptstadt der Provinz Buenos Aires, wurde im Jahre 2003 erbaut. Da der Verein Estudiantes de La Plata immer mehr Zuschauer ins Estadio Jorge Luis Hirschi locken konnte und das nur 20.000 Zuschauer fassende Stadion fast immer ausverkauft war, entschloss man sich bereits Ende der 1990er Jahre, ein neues Stadion in La Plata zu bauen. Nach Ende der Bauphase, die von 1997 bis 2003 dauerte, wurde das Stadion im Jahre 2003 eröffnet. Beim ersten Spiel im neuen Stadion trafen sich die beiden Topvereine von La Plata, Gimnasia y Esgrima de La Plata, und der zukünftige Nutzer der Arena, Estudiantes de La Plata, zu einem Freundschaftsspiel.
Als bekannt wurde, dass Argentinien die Copa América 2011 ausrichten würde, wurde das Estadio Ciudad de La Plata als eines von acht Stadien für das Turnier ausgewählt. Aus diesem Grund wurde es 2009 vorübergehend geschlossen, sodass kleine Renovierungsarbeiten durchgeführt werden konnten. Unter anderem wurde ein neues Dach für die Arena montiert. Am 17. Februar 2011 wurde das Stadion wieder eröffnet und sechs Tage danach fand die erste Fußball-Partie zwischen Estudiantes und Deportes Tolima im Rahmen eines Gruppenspiels der Copa Libertadores darin statt.
Im Jahr 2011 traten die irische Rock-Band U2 (30. März, 2. und 3. April; U2 360° Tour), die amerikanische Rock-Band Pearl Jam (13. November; Pearl Jam 20th anniversary tour) sowie die Sängerin Britney Spears (20. November; Femme-Fatale-Tour) im Estadio Ciudad de La Plata auf. Im Februar 2016 gaben The Rolling Stones hier drei Konzerte, Zuschauer jeweils ca. 51.000.

## Spiele der Copa América 2011
| Datum         | Team 1      | Team 2    | Ergebnis  | Zuschauer | Spielrunde             |
| ------------- | ----------- | --------- | --------- | --------- | ---------------------- |
| 01. Juli 2011 | Argentinien | Bolivien  | 1:1       | 52.700    | Gruppenphase; Gruppe A |
| 03. Juli 2011 | Brasilien   | Venezuela | 0:0       | 35.000    | Gruppenphase; Gruppe B |
| 12. Juli 2011 | Uruguay     | Mexiko    | 1:0       | 36.000    | Gruppenphase; Gruppe C |
| 17. Juli 2011 | Brasilien   | Paraguay  | 0:2 i. E. | 36.000    | Viertelfinale          |
| 20. Juli 2011 | Peru        | Uruguay   | 0:2       | 25.000    | Halbfinale             |
| 23. Juli 2011 | Peru        | Venezuela | 4:1       | 20.000    | Spiel um Platz 3       |